# (63145) Choemuseon
(63145) Choemuseon (2000 XY13) – planetoida z grupy pasa głównego asteroid okrążająca Słońce w ciągu 5,73 lat w średniej odległości 3,2 j.a. Odkryta 4 grudnia 2000 roku.